# Cechești
Cechești (węg. Csekefalva) – wieś w Rumunii, w okręgu Harghita, w gminie Avrămești. W 2011 roku liczyła 548 mieszkańców.